# Винзили
Винзили́ — рабочий поселок (посёлок городского типа) в Тюменском районе Тюменской области России. Относится как ПГТ к городским населённым пунктам на законодательном уровне, но Росстатом с 2009 года учитывается как сельский населённый пункт.
Административный центр Винзилинского муниципального образования.
Расположен на реке Пышме, в 29 км к юго-востоку от Тюмени, железнодорожная станция Свердловской железной дороги.

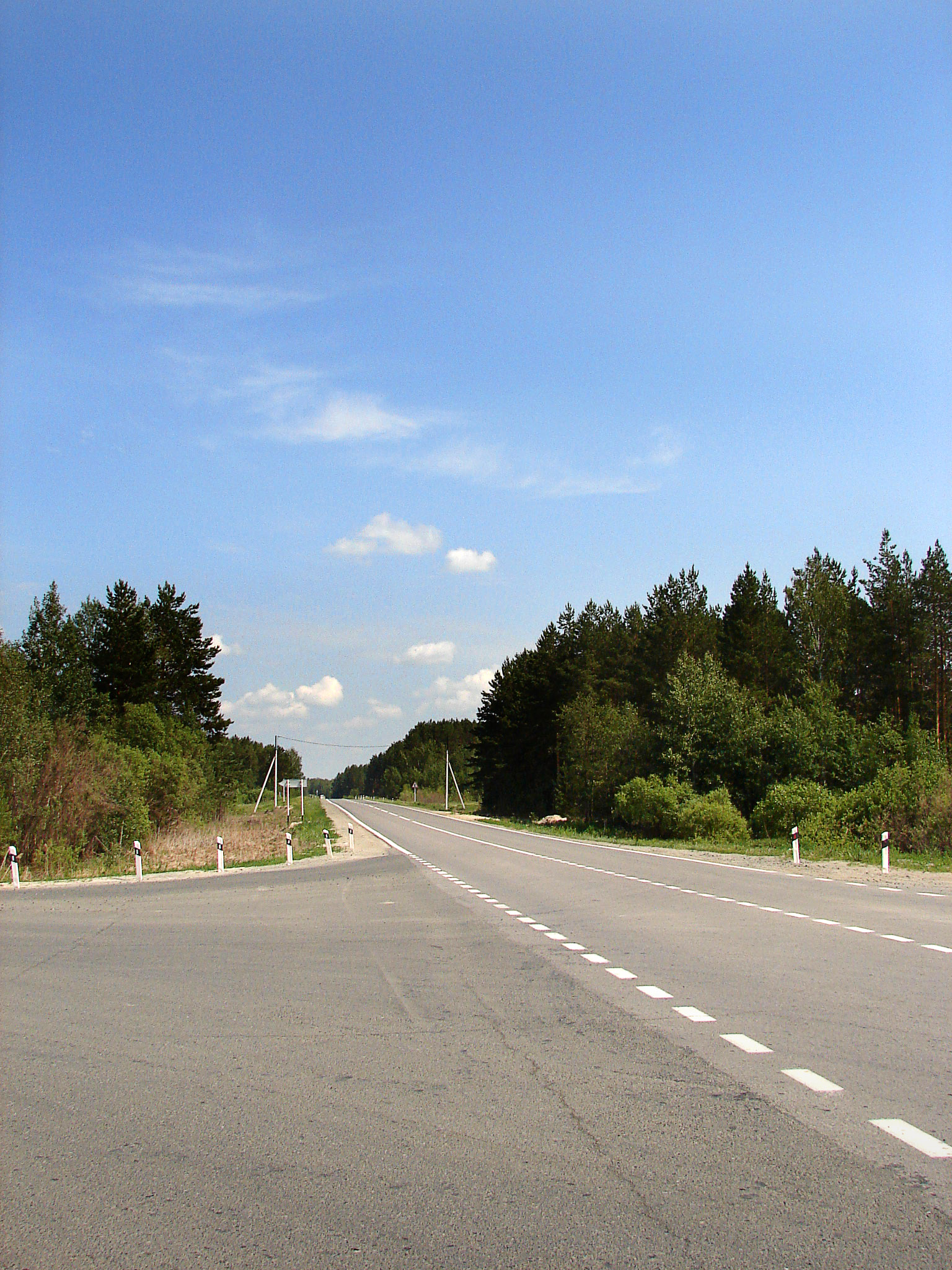
Трасса на Винзили (2008 год)

## Население
| 1959    | 1970    | 1979    | 1989    | 2002    | 2009    | 2010    |
| ------- | ------- | ------- | ------- | ------- | ------- | ------- |
| 3214    | ↗5803   | ↗8376   | ↗11 571 | ↘11 291 | ↗12 739 | ↘12 320 |
| 2012    | 2013    | 2014    | 2015    | 2016    | 2017    | 2018    |
| ↗12 535 | ↗12 694 | ↗12 892 | ↗13 037 | ↗13 167 | ↘12 989 | ↘12 920 |
| 2019    | 2021    | 2024    |         |         |         |         |
| ↗13 042 | ↘12 796 | ↗14 103 |         |         |         |         |

Население посёлка учитывается как сельское.

## История
В начале XX века на территории современных Винзилей стоял сосновый бор. В 1913 году через лес была проложена железная дорога Транссиба. За короткое время были построены железнодорожный мост через Пышму, будка стрелочника, деревянная водонапорная башня, дом дежурного по разъезду и лесника. Первая улица, примыкающая к железной дороге, в 1912 году была названа Вокзальной, затем с другой стороны железной дороги появилась улица Железнодорожная. Среди соснового бора, стояли каменный дом и деревянная водонапорная башня для заправки паровозов. Разъезд имел номер 21.
Сейчас для перехода через пути устроен пешеходный мост, который соединяет две первые улицы посёлка. Кроме здания вокзала на станции находятся пост ЭЦ, водонапорная башня (северная сторона). На станции делают остановки только электропоезда, в связи с этим и оптимизацией на вокзале билетная касса ликвидирована. На данный момент здание вокзала закрыто.
Летом 1918 года вдоль берегов Пышмы шли тяжелые бои красноармейцев и белой армии Сибирского временного правительства. Объектом боёв у Винзилей был железнодорожный мост.
Очень выгодное расположение Винзилей — богатые леса — предопределили развитие лесной промышленности. В годы первой пятилетки (1928—1932 годы) велась интенсивная разработка местных лесов. В 1931 году была создана лесоперевалочная база. Лес вывозили по узкоколейке на лошадях, справляли по реке, грузили в вагоны. В 1936 году построили шпалорезку, где изготавливали шпалы для железных дорог, строившихся в то время в стране. Много леса потребовалось в послевоенное время для восстановления шахт, рудников, городов, железных дорог. Ежегодная выработка достигла 300 тыс. шпал. Лесодобычей и лесопереработкой занимались «зеки» — заключённые, существовавшей в Винзилях с 1940 по 1947 годы, тюрьмы.
В 1935 году в Винзилях проживало 250 человек. Шпалозавод работал в три смены, производя в сутки до тысячи шпал. В 1937 году появился небольшой кирпичный завод, просуществовавший до 1958 года, из кирпича строили жилье для рабочих. В 1936 году появилась начальная школа (раньше ребята учились в деревне Килки). В 1940 году появилась школа-семилетка, которая в военное время стала Лесосплавской средней школой.
В годы войны население резко увеличилось за счет эвакуированных из Европейской России, Украины, Белоруссии, высланных немцев Поволжья. В начале 1980-х годов по западной окраине Винзилей проложили объездную дорогу из Тюмени с выходом на Сибирский тракт под Богандинкой. Посёлок оказался зажатым между двух трактов с интенсивным движением. От этой новой дороги началась застройка Винзилей коттеджами.
Винзили в 1948 году получили статус посёлка. В 1984 году облисполком принял решение о реконструкции Винзилей, были построены многоэтажные жилые дома, объекты соцкультбыта, водозаборные и канализационные сооружения.
В 1946 году в Винзилях введён в строй лесозавод. В 1958 году — это уже солидный лесокомбинат, выпускающий брус, доски, мебель, а с 1970 года — полированную мебель. Использовался на эти цели привозной лес, так как местные леса были включены в зелёную зону Тюмени, и рубки в них прекратили. В 1981 году лесокомбинат переименовали в завод строительных конструкций и деталей. Он изготовлял щитовые дома для северян, добывавших нефть и газ.
В 1954 году был построен клуб на 200 мест, а в 1955 году открылась библиотека.
В 1961 году построена Тюменская областная клиническая психиатрическая больница.
В 1960-е Тюменская область динамично развивается, повсеместно идёт строительство, появляется необходимость в силикатных кирпичах. В окрестностях поселка геологи нашли богатые запасы строительных песков и глины. Сооружёны заводы красного кирпича и крупноблочных деталей. Все они были объединены в Пышминский ДСК — самое крупное предприятие, расположенное в Винзилях. В 1965 году первую продукцию даёт завод силикатных изделий (ЗСИ). В этом же году в посёлке появляются пятиэтажные дома, средняя школа на 920 мест открывается годом раньше, в 1964 году. Строится общежитие для заводчан, появляются детский сад и новый магазин.
В 1970 году пациентов принимает новый корпус Винзилинской участковой больницы. В 1975 году вступает в строй стекольный завод, через два года — ПТУ с общежитием. В 1981 году заработал завод керамзитового гравия, чуть позднее — завод керамических стеновых материалов (ВЗКСМ), образовано предприятие «Тюменьнеруд», которое стало разрабатывать песчаные и глиняные карьеры. В это же время появляется детский сад «Сказка».
На восточной окраине Винзилей сооружён подвесной мост через Пышму, являющийся местной достопримечательностью, построенный в 1984 году. До этого был лишь понтонный мост из досок на плаву — в посёлке его называли «гаванью» — который стоял до 1984 года. Если перейти по мосту на правый берег и пройти по дороге вдоль берега вверх полтора километра, то можно попасть на улицу Заречную посёлка Винзили. Улица Заречная является поселением (хутором) «Мельница». С начала XX века по 1940-е года на реке была запруда и стояла водяная мельница, от которой остались в русле реки сваи, а у берегов — остатки плотины.
Мельница обслуживала близлежащие деревни: Богандинку (ныне Богандинское), Кыштырлы, Винзили и др. Исключая время паводка, помол муки шел во все времена года. В годы гражданской войны и в 20-е годы XX столетия мельница была бесхозной. Имя её основателя неизвестно. Только в 1936 году здесь, в старом и единственном доме, разместилась семья мельника Михаила Ивановича Печенкина (1889—1965 гг.). Других домов и самого хутора Мельница ещё не было.
В мае 1979 года на реке прорвало дамбу и вода залила всю зареку, вода была в лесу и дошла до железной дороги. Многим затопило дома, люди передвигались по улицам на лодках.
В Винзилях находится контора Андреевского лесничества, ведущего хозяйство в лесах: санитарные рубки, охрану от пожаров, вредителей, самовольных порубок, посадки новых лесов на месте гарей и карьеров.
Улицы Винзилей протянулись далеко на юг и достигли небольшого озера Тюлькино. За ним находилась одноимённая деревня Тюлькино, с которой в середине XX столетия посёлок Винзили стал одним целым, и где в начале 1980-х годов «Запсибжилстрой» организовал подсобное хозяйство «Строитель».
В начале 1990-х для работников ЗСКиД (так стал называться Пышминский лесокомбинат) были построены три восьмиэтажных пансионата, открылась начальная школа № 1, в том же году библиотека переехала в новое здание. В 1991 году музыкальная школа и Дом детского творчества получили новые помещения. В 1990-х посёлок переживает кризис вместе со всей страной. Перестаёт выплачиваться заработная плата рабочим заводов, сами заводы банкротятся и закрываются. Детские сады, содержавшиеся за счет заводов тоже закрываются — содержать их теперь некому.
В 2004 году открывает двери круглосуточная аптека, в 2005 году появляется спорткомплекс «Юность». В 2006 году началась реконструкция завода по производство металлочерепицы по финской технологии, завершено строительство нового хоккейного корта.
9 мая 2007 года возле администрации поселка, на новой площади памяти, открыт монумент воинам-винзилинцам, погибшем в годы Великой Отечественной войны.

## Культура и досуг

### ДК «Вернисаж»
В 2019 году в посёлке построили новый Дворец Культуры. Торжественное открытие культурного объекта в посёлке состоялось 19 июля. Общая площадь нового здания — 6 тысяч м². В большом зале дома культуры одновременно смогут смотреть концерты 500 человек. Кроме этого, в здании расположены танцевальный зал на 200 человек, вокально-хоровая студия, помещения для творческой деятельности (кройка, шитьё, вязание), драматический и кукольный театральные кружки, студия художественного и прикладного искусства (рисование, живопись и дизайн), а также буфет.
К 2010-м годам возможности существовавшего в посёлке ДК «Вернисаж» (Первомайская, д. 3) не позволяли полностью реализовывать культурные потребности жителей. В нём всего два помещения, одно из которых — бывший кинозал. Его используют и танцоры, и вокалисты, поскольку для этих направлений никакого оборудования в здании не предусмотрено. Во втором помещении работают все остальные кружки. Всего в ДК размещается 31 коллектив — это народное творчество, хореография, вокал, театр-студия, прикладное искусство и др.

### МАУ ДО Винзилинская ДШИ «Мечта»
ДШИ в посёлке была открыта в декабре 1969 года, отделение было только одно — музыкальное.
С 1991 года МАУ ДО Винзилинская ДШИ «Мечта» размещена в двухэтажном здании общей площадью 884 м². В здании сегодня обучаются 511 учащихся, работает 31 сотрудник, из них 19 — преподаватели.
В 2008 году произошло слияние Центра Детского творчества и Музыкальной школы.
В 2014 году Учреждением была получена лицензия без срока действия на право ведения образовательной деятельности, на основании Федерального закона.
В августе 2016 года был завершён капитальный ремонт здания, в ходе которого Учреждение было оснащено необходимым оборудованием, отвечающим требованиям государственных стандартов и санитарных норм, создана привлекательная среда и безопасные условия для образовательной деятельности.
МАУ ДО Винзилинская ДШИ «Мечта» — это особый вид учреждения дополнительного образования, основной функцией, которого является образовательная деятельность в сфере культуры и искусства. Сегодня МАУ ДО Винзилинская ДШИ «Мечта» обеспечивает условия для реализации прав детей на всестороннее образование в соответствии с их интересами и способностями, общедоступность различных видов творческой деятельности.
Осуществляется художественное образование детей и взрослых, содействующее их профессиональному самоопределению и формированию жизненных стратегий, а также большая культурно-просветительская, и досуговая деятельность как центр социокультурного пространства в посёлке Винзили.
В 2019 году ДШИ «Мечта» праздновала юбилей — 50 лет со дня её основания.

### Винзилинская сельская библиотека
Винзилинская сельская библиотека была открыта в 1965 году. Эта библиотека первоначально имела строительный профиль, впоследствии библиотека была централизована и присоединена к моторному заводу, расположенному в г. Тюмени.
В 1995 году библиотека вошла в состав Централизованной библиотечной системы Тюменского муниципального района, как Филиал 21.
В 2008 году библиотека входит в состав Автономного учреждения «Библиотечно-информационный центр посёлка Винзили».
В 2015 году библиотека вошла в состав Централизованной библиотечной системы Тюменского муниципального района.

### Поселковый музей
В 2002 году под музей выделили отдельное помещение в здании Винзилинской Сельской библиотеки. В музее был создан зал боевой славы, в нём рассказывалось об участниках и ветеранах ВОВ поселка, о работниках тыла. Был воссоздан облик старой деревенской избы. Инициатором создания музея выступала жительница посёлка Нина Артемьевна Зеленина.
В 2017 году было принято решение о переносе музея в здание Винзилинской Средней Общеобразовательной школы. Создание музея было одним из проектов Винзилинской Средней Общеобразовательной школы, и стартовал он в октябре 2017 года. В рабочую группу по реализации проекта вошли 11 педагогов, ученики 4-х классов и обучающиеся 8-х — члены клуба «Надежда». Экспозиции формируются по трем направлениям: история воинских подвигов, краеведение, история школы. Поиск информации, экспонатов, деятельность по обработке и систематизации найденного материала осуществлялась в течение 2018 года. Торжественное открытие музея состоялось 24 апреля 2019 года.

## Достопримечательности

### Память о войне
Винзилинцам, погибшим на фронтах Великой Отечественной войны
Памятник был открыт 9 мая 2007 года возле администрации посёлка, здесь же был обустроен сквер и позже установлен фонтан. На церемонии открытия памятника присутствовали лидеры от тюменской партии Единой России, депутат Госдумы Вячеслав Тимченко и заместитель председателя областной Думы Сергей Усольцев.
Памятник — в виде скульптуры солдата Великой Отечественной войны на фоне Боевого знамени, боец склонил голову, вспоминая погибших земляков; их фамилии выбиты на двух стенах внизу мемориала.
Традиционно, в День Победы в посёлке устанавливается Аллея памяти, где находятся портреты погибших и живущих участников войны, а возле памятника горит Вечный Огонь.
Памятник Тюлькинцам, ушедшим на войну

На улице Тюлькинской посёлка Винзили существует памятник. Этот памятник появился в 1976 году в деревне Тюлькино (которая впоследствии стала улицей посёлка Винзизи). Инициатором появления этого памятника стал уроженец этот деревни Михаил Петрович Изместьев. В своей книге «Семейные хроники деревни Тюлькино» он так описывает этот момент: 
«В 1976 году я приехал погостить в свою родную деревню. На улице встретил немало земляков и землячек. Среди них были вдовы тех, кто воевал в годы войны. От них услышал горькие слова о том, какой коротковатой оказалась наша память: „Вот везде слышим, что никто не забыть и ничто не забыто, а нашим тюлькинцам-мужьям да братьям на их малой родине даже памятника нет“. Эти горькие слова запали в сердце. Нужно было срочно что-то делать. Так и возник замысел памятника землякам, отдавшим свою жизнь за Отечество.»
Маленькая деревня Тюлькино дала Отечеству 28 храбрых бойцов, защищавших Родину в годы Великой Отечественной войны. Из них 13 человек пали геройской смертью на полях жесточайших сражений. Их имена и фотографии увековечены на памятнике.

### Подвесной мост через реку Пышму
На восточной окраине Винзилей сооружён подвесной мост через Пышму, являющийся местной достопримечательностью, построенный в 1984 году. Если перейти по мосту на правый берег и пройти по дороге вдоль берега вверх полтора километра, то можно попасть на улицу Заречную посёлка Винзили. Улица Заречная является поселением (хутором) «Мельница». С начала 20 века по 1940-е года на реке была запруда и стояла водяная мельница, от которой остались в русле реки сваи, а у берегов — остатки плотины.
Мельница обслуживала близлежащие деревни: Богандинку, Кыштырлы, Винзили и др. Исключая время паводка, помол муки шел во все времена года. В годы гражданской войны и в 1920-е годы мельница была бесхозной. Имя основателя неизвестно. Только в 1936 году в старом и единственном доме, разместилась семья мельника Михаила Ивановича Печенкина.
Реку Пышму перегрождала плотина. В её средней части устраивался проток для сброса воды, предохраняющий плотину от сноса. На берегу и частично в воде на сваях стояло двухэтажное здание мельницы с вертикальной турбиной и гребенчато-шестеренчатым приводом жерновов. Узкий жёлоб-русло («кауз») направлял поток воды на турбину. Через жёлоб к плотине шёл бревенчатый мостик. Недалеко от мельницы взору открывается вид на необычное и редкое в этих местах инженерное сооружение: пешеходный висячий мост через реку.
По мере роста Винзилей возникла необходимость в постоянной связи жителей Мельницы и развивающегося поселка с развитой промышленной структурой. Сейчас уже не представляется возможности установить инициатора решения. Мост теперь является памятником инженерного дела и просто популярной достопримечательностью поселка, с которого открывается потрясающий вид на окрестности Пышмы.
Устройство моста:
На берегах Пышмы попарно закреплены в бетонных тумбах металлические трубы. К вершинам столбов привязаны стальные тросы, провисающие параболой. Отсутствуют какие-либо промежуточные опоры в середине русла. На тросы подвешены поперечины пешеходной дорожки и положен дощатый настил. Береговые устои укреплены канатными оттяжками. Конструкция очень подвижна.
Каждый год с приходом весны Пышма поднимается, но до отметок на столбах (56,50, 57,00, 57,50, 58,00) вода не доходит. Единственный, зафиксированный потоп произошел в 1979, когда вода дошла до железной дороги. В домах стояла вода, жители Мельницы передвигались по улице на лодках.

## Происхождение названия
Существует версия, что название происходит от тюркского «вензели», или «винзили», что значит венок. Также есть версия, что название посёлок получил из-за того, что река Пышма делает на территории села более 40 изгибов. Их раньше называли вензели.
Вторая версия, исходит от легенды: когда-то давно, до постройки железной дороги, в этих местах в одном из многочисленных пышминских омутов утонула девушка. В воду бросали венки — по-местному «винзили», чтобы определить место омута и достать утопленницу: там венки начинали кружиться на одном месте, их не сносило течением. Урочище вблизи этого места назвали Винзилями.
Третья версия также исходит от легенды: в здешних местах жил мастер резьбы по дереву, деревянные вензеля которого славились на всю округу.

## Герб
Герб Винзилинского сельского поселения.
«В зелёно-лазоревом поле разделяющая его узкая ленкавица с заострёнными петлями на концах. Щит увенчан короной установленного образца. 
Серебряный многократно изломленный пояс с петлями на своих вершинах представляет извилистую реку, „текущую вензелем“. Через подобие с вензелями-монограммами эта фигура может рассматриваться также в качестве гласной по отношению к названию МО. Синий цвет поля взят из герба Тюменского м. р., а зелень символизирирует природную чистоту и сельское хозяйство».

## Климат
- Среднегодовая температура воздуха — 2,7 °C
- Относительная влажность воздуха — 68,5 %
- Средняя скорость ветра — 3,1 м/с

| Показатель                            | Янв.  | Фев.  | Март | Апр. | Май  | Июнь | Июль | Авг. | Сен. | Окт. | Нояб. | Дек.  | Год |
| ------------------------------------- | ----- | ----- | ---- | ---- | ---- | ---- | ---- | ---- | ---- | ---- | ----- | ----- | --- |
| Средняя температура, °C               | −13,7 | −13,2 | −7,2 | 3,0  | 12,4 | 18,7 | 20,2 | 17,1 | 10,7 | 3,4  | −7,3  | −12,6 | 2,7 |
| Источник: NASA. База данных RETScreen |       |       |      |      |      |      |      |      |      |      |       |       |     |